# Божидар Кнежевић
Божидар Кнежевић (Уб, 7/19. март 1862 — Београд, 18. фебруар/3. март 1905) био је српски филозоф, историчар филозофије, професор историје и преводилац. Написао је обимом мало али значајно дело Мисли.

## Биографија
Отац му је био Стеван Кнежевић, а деда Кнез Иво од Семберије.
Гимназију је завршио у Београду, а ту је и дипломирао на Историјско-филолошком одсеку Велике школе у Београду. Године 1884. је отишао у Ужице и постао је наставник у тамошњој гимназији, где је предавао француски језик, историју и филозофску пропедеутику (увод у филозофију). Напустио је на кратко професорски посао и 1885. године учествовао у српско-бугарском рату, као четни комесар. Године 1889. је био премештен са службом у Ниш, а затим је радио и у Чачку, Крагујевцу, Шапцу, да би 1902. године био премештен у Београд. Исте године је полагао професорски испит са темом Утицај Истока на цивилизацију европских народа.
Живео је и радио у изузетно неповољним приликама. Двадесет година, најбољи део свога живота, провео је у унутрашњости, у тешким материјалним условима. Цео Кнежевићев живот је био обележен крајњом немаштином, трошењем у тегобном раду да би се издржавао током школовања, мукотрпним професорским положајем и бригом и за своју и за породицу свога брата, честим премештањем по налогу просветних власти из једне у другу гимназију (из Ужица у Ниш, Чачак, Крагујевац, поново Чачак и Шабац), недостатком потребних средстава за истраживачки и преводилачки рад, што му је, уз стално саплитање из академских кругова, онемогућило да се професионално изгради и за живота добије потребно признање научника и мислиоца.
Ипак, успео је да сам научи језике, посветио се дубљем изучавању филозофије, историје и социологије, што је, с обзиром на лошу опскрбљеност тадашњих библиотечких фондова и на необразованост и интелектуалну незаинтересованост паланачког окружења, био велики успех.
Поред других, значајни су његови преводи са енглеског Историје цивилизације у Енглеској Х. Т. Беркла (Београд, 1893 — 1894) и О херојима Томаса Карлајла (Београд, 1903).
Године 1902. дошао је у Београд, где је умро 1905. године као професор Прве београдске гимназије.
По њему се зове Библиотека „Божидар Кнежевић” Уб. Снимљен је и документарни филм о њему (прва епизода) из едиције "Заборављени умови Србије".

## Мисли
Мисли Божидара Кнежевића нису мисли и изреке по типу уобичајених афоризама, нису ни савети практичне моралне филозофије, по узору на старе моралисте. У Мислима писац често даје закључке својих историјско-филозофских размишљања. У њима има трагова филозофског шпекулисања и историјских идеја. Терминологија је понекад научна, али у делу има врло много и личног, готово аутобиографског.
Незадовољан својим животом, духовно и душевно вређан од околине, без правог пријатеља и саговорника, Кнежевић се повукао у себе и одвојен од својих савременика и изнад своје средине тражио заборав и утеху у чистим висинама мисли.
Његове омиљене идеје су: констатовање ниске животињске природе људске, песимистичко схватање човека, разлика која постоји између нижег, анималног и вишег, интелектуалног човека, борба идеала и стварности, крајњи тријумф духа над материјом и вечности над пролазношћу, култ и поезија мисли, откупљење душе мишљу, не бесмртност душе него бесмртност духа.
Цела ова мала књига је лирика интелекта и апотеоза мисли, Кнежевићеве ослободитељке и утешитељке од чамотиње, нискости, глупости и неразумевања.
Мисли су прво објављене у Српском књижевном гласнику (1901), а одштампане су у засебну књигу најпре 1902, па у другом, допуњеном издању у Београду 1914. године.

## Дела

### Књиге
- Принципи историје. Књ. 1, Ред у историји / написао Божо Кнежевић. - Београд : Издање Фонда Димитрија Николића Беље, 1898 (Београд : Краљевско-српска државна штампарија). - VIII, 306 стр. ; 23 cm
- Принципи историје. Књ. 2, Пропорција у историји / написао Божо Кнежевић. - Београд : Краљевско-српска државна штампарија, 1901. - VII, [1], 384, [1] стр. ; 23 cm
- Мисли / Бож.[Божидар] Кнежевић. - Београд : Државна штампарија, 1902 (Београд : Државна штампарија). - 151 стр. ; 17 cm
- Историјски календар / [Божидар Кнежевић]. - Београд : Штампарија С. Николића, [1904]. - 112 стр. ; 20 cm
- Мисли / Бож. Кнежевић. - 2. поправљено изд. - Београд : Л. Марковић, 1914 (Београд : Правда). - 156 стр. ; 19 cm
- Закон реда у историји / од Божидара Кнежевића. - Београд : Геца Кон, 1920 (Панчево : Напредак). - XXIII, 171 стр. ; 19 cm

### Преводи
- О херојима, хероизму и обожавању хероја у историји / написао Тома Карлајл, Београд, 1903.
- Огледи / Т. Б. Маколеј ; превели Б. Кнежевић и В. Савић. - Београд : Српска књижевна задруга, 1912 (Београд : "Доситије Обрадовић"). - [4], 187 стр. ; 20 cm. - (Српска књижевна задруга ; 143)